# Style Of Eye
Johan Linus Eklöw, bedre kendt som Style Of Eye (født 29. august 1979) er en svensk DJ, musikproducer og sangskriver. Han er en del af duoen Galantis.
Han har arbejdet med bl.a. Usher, Kylie Minogue, Lily Allen, Zedd, Miike Snow, Slagsmålsklubben, Tom Staar, Lars Allertz, Soso og mange andre i samarbejder eller remix. Hans single "Taken Over" fra 2013 featuring Rebecca & Fiona, toppede som nummer 33 på Sverigetopplistan. I 2013 slog han sig sammen med Christian Karlsson fra Miike Snow og dannede Galantis. Den 23. april 2014 modtog Eklöw ASCAP Pop Music Awards for Icona Pops international hit, "I Love It" featuring Charli XCX, som han skrev og producerede sammen med Patrik Berger.
Hans andet studiealbum, Footprints, udkom i oktober 2014 via Ultra Records, og blev nomineret til Swedish Grammy. Albummet indeholder singlerne "Kids", "The Game" og "Love".

## Diskografi
- Duck, Cover And Hold (2008)
- Footprints (2014)